# Gerhard von Csanád

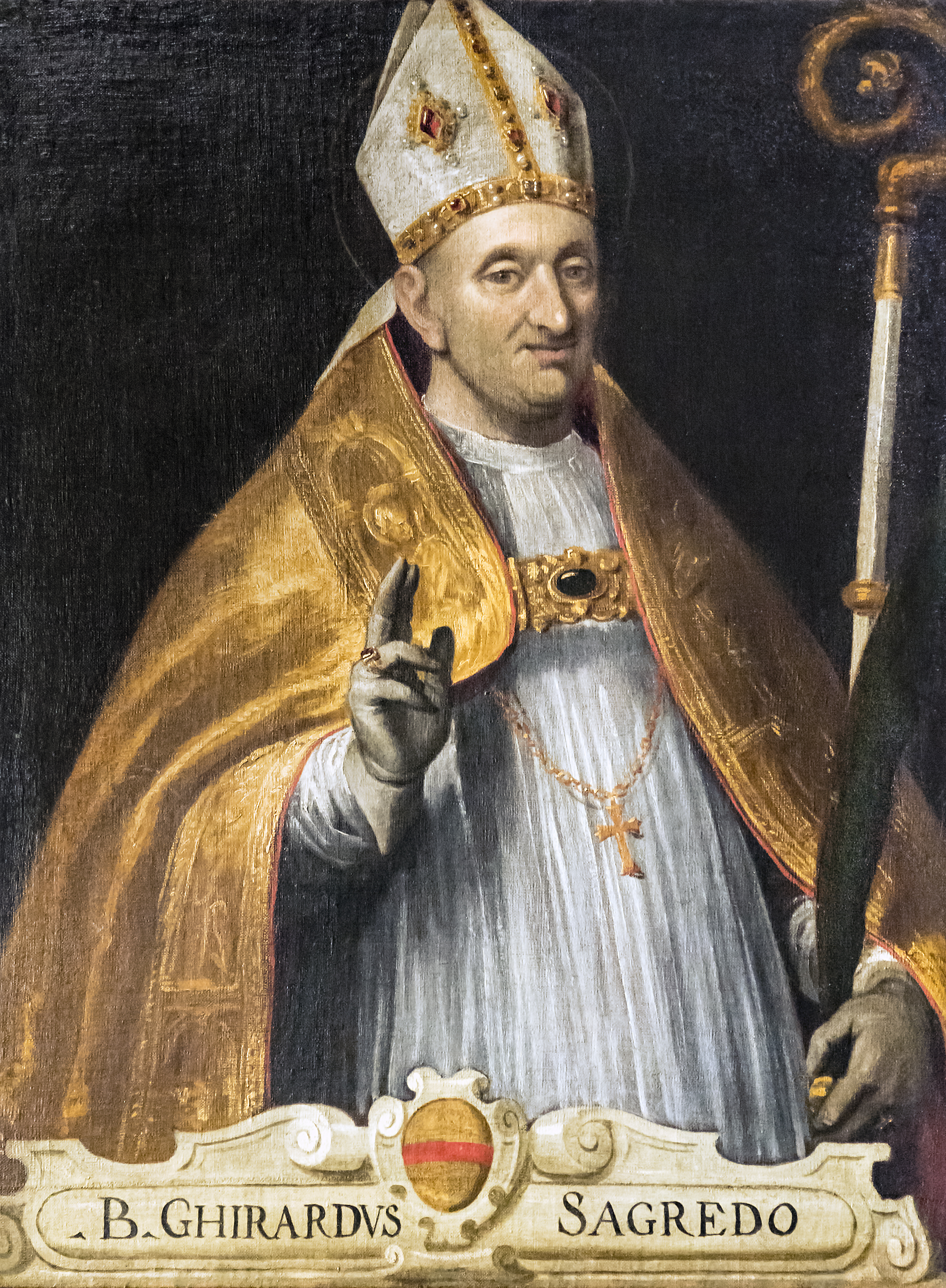
Sein Porträt in Venedig

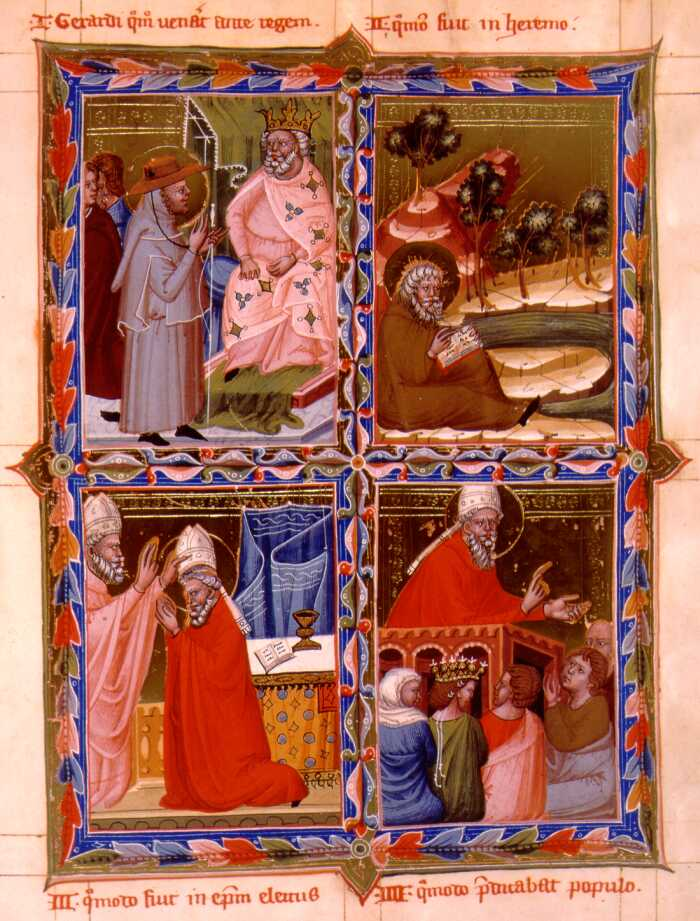
Szenen aus dem Leben Bischof Gerhards im Anjou-Legendarium (14. Jahrhundert)

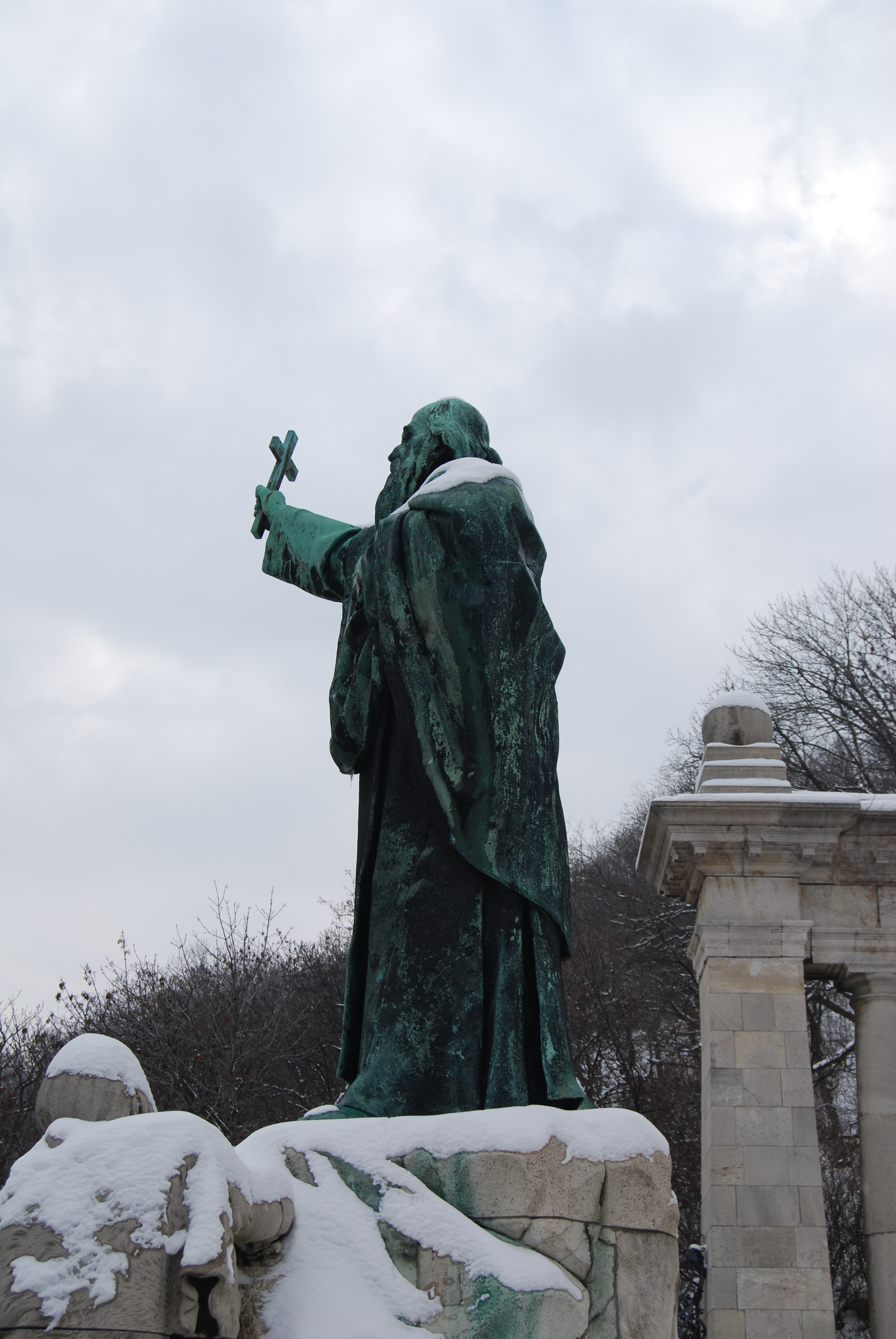
Statue des hl. Gerhard in Budapest

Gerhard von Csanád, auch Giorgio di Sagredo, Gerhard Sagredo oder ung. Gellért (* um 980 in Venedig oder Venetien; † 24. September 1046 in Buda (Ofen)), war der erste Bischof von Csanád. Er wird in der römisch-katholischen Kirche als Heiliger verehrt und ist Stadtpatron von Budapest.

## Leben

### Kindheit, Studium, Prediger
Gerhard wuchs in einer wohlhabenden Adelsfamilie in Venedig auf. Er war langobardischer Herkunft und stammte aus der Familie Sagredo. Der Überlieferung zufolge soll er als Kind schwer krank gewesen sein. Seine Eltern brachten ihn in ein Benediktinerkloster und versprachen ihn dort dem Mönchtum, sollte er wieder gesunden. So wurde Gerhard Novize bei den Benediktinern. Gerhard studierte in Bologna. Nach dem Tod des Abtes wurde er 1012 zum Abt des Benediktinerstiftes gewählt.
Sein Vater Gerhard starb auf einem Kreuzzug, woraufhin Giorgio sich nach ihm benannte und es ihm darin gleichtun wollte, die Moslems zu bekehren. So brach er im Jahre 1015 auch ins Heilige Land auf. Auf dieser Reise lernte er Rasia, den Abt des kürzlich gegründeten ungarischen Klosters Pannonhalma, kennen, der ihn nach Ungarn einlud, und Gellért folgte der Einladung.
Der erste christliche König Ungarns, der hl. Stephan I., war von Gerhards Predigten so beeindruckt, dass er ihm die Erziehung seines achtjährigen Sohnes Imre (Emmerich) anvertraute. Gerhard sollte sieben Jahre dessen Lehrer bleiben. Anschließend widmete sich Gerhard der Überlieferung zufolge weitere sieben Jahre dem Studium der Schrift und dem Verfassen eines Bibelkommentars. Bei der Deliberatio handelt es sich wahrscheinlich um den ersten in Ungarn entstandenen Bibelkommentar.

### Erster Bischof der Diözese Csanád
König Stefan I. schenkte dem Oberfeldherrn Csanád für seine Tapferkeit im Krieg gegen seinen Erzrivalen Achtwin 1028 die Maroschburg (Urbs Morisena) und die ausgedehnten Liegenschaften Achtwins dazu. Fortan wurde die Stadt nicht mehr Maroschburg, sondern Csanád genannt, wie auch die ganze Provinz. Den Namen Csanád trug später auch das hier gegründete Bistum, dessen Oberhirte der hl. Gerhard wurde. Die Bischofsweihe des Heiligen im Jahre 1030 ist zugleich der Zeitpunkt der Errichtung der Diözese Csanád. In Csanád errichtete Gerhard die Domschule, an deren Spitze Walter und Henricus Teutonicus standen und die Studenten aus Böhmen, Polen und Deutschland besuchten. Als Doctor decretorum und Magister sacrae theologiae war Gerhard auch ein fruchtbarer Schriftsteller.
Der Bischof von Csanád spielte bei der Bekehrung der Heiden in Ungarn und in Siebenbürgen eine entscheidende Rolle. Anlässlich eines Heidenaufstands erlitt Gerhard in Buda, am heute nach ihm benannten Gellertberg, zusammen mit den Bischöfen Buldus und Bystrík den Märtyrertod am 24. September 1046. Der Legende nach wurde er in einem Fass, das mit Nägeln gespickt war, den Hügel in die Donau hinuntergerollt und dort ertränkt.
Die Reliquien des hl. Gerhard wurden 1053 von seinem Nachfolger Maurus und Abt Philipp in den Csanáder Dom überführt und in einen einfachen, aus Stein gemeißelten und bis heute erhaltenen Sarkophag gelegt, der heute den Altar der römisch-katholischen Kirche bildet. Teile seiner Reliquien kamen in die Domkirche nach Stuhlweißenburg (Székesfehérvár), aber auch nach Venedig und in die Kirche des Priesterseminars zu Budapest.
Gerhard wurde gemeinsam mit König Stephan 1083 von Papst Gregor VII. heiliggesprochen und ist heute Schutzpatron Budapests und einer der Patrone Ungarns.

## Werke
Dem heiligen Gerhard werden die folgenden Werke zugeschrieben:
- De laudibus B.M. Virginis
- Sermomum quadragesimalium
- Homiliarum de solemnitatibus totius anni

Außer der Deliberatio sind keine Werke erhalten.